# Dama en amarillo escribiendo
Mujer de amarillo escribiendo una carta (también conocida como Dama en amarillo escribiendo, en neerlandés: Schrijvende vrouw in het geel) es una pintura al óleo atribuida al pintor neerlandés del siglo XVII Johannes Vermeer. Se cree que se completó alrededor de 1665. 

## Descripción
La dama está escribiendo una carta de amor con una pluma de ganso y ve interrumpida su labor, por lo que suavemente vuelve la cabeza para ver lo que está sucediendo. Se ven doce perlas (10 en el collar y dos en los pendientes), excelente recurso para el refinado juego estético en torno a los diversos grados de tonos presentes en el mantel. 
Muchos de los objetos que se ven en la pintura, como el abrigo, el mantel sobre la mesa, y el collar de perlas, aparecen en otras obras de Vermeer. Esto ha llevado a especular sobre la propiedad de los objetos, atribuyéndoselos al autor y su casa e incluso que los personajes de las pinturas eran sus parientes.
La protagonista lleva un llamativo traje amarillo, lo que genera una sorprendente luminosidad a la obra.
La modelo de esta obra podría ser su propia hija María. A menudo se ha sugerido que en su pintura, Vermeer buscaba conceder a sus modelos lo que podía ofrecer a su esposa y familia: la calma y prosperidad.  
La obra fue donada a la Galería Nacional de Arte en Washington en 1962 por Harry Waldron Havemeyer y Horace Havemeyer. El museo posee también la obra de Vermeer La tasadora de perlas.